# Hohe Schule der NSDAP

Karte mit der Hohen Schule der NSDAP und den NS-Ordensburgen

Die Hohe Schule der NSDAP war das Projekt einer nationalsozialistisch ausgerichteten Eliteuniversität, die dem Chefideologen der NSDAP, Alfred Rosenberg, unterstand. Zu dieser Parteiuniversität gehörten verschiedene Institute, die mehr oder weniger verwirklicht worden sind. Das Vorhaben, auf der Grundlage der Pläne von Hermann Giesler an den Ufern des Chiemsees ein zentrales Monumentalgebäude für diese Universität zu errichten, scheiterte. Gelegentlich wird dieses Gebäude in der Literatur ebenfalls als „Hohe Schule“ bezeichnet.

## Geschichte
1939 wurde mit dem Aufbau der Zentralbibliothek der Hohen Schule begonnen, wobei Alfred Baeumler den Philologen Walter Grothe zum Leiter dieser Bibliothek berief. Am 29. Januar 1940 erhielt Alfred Rosenberg von Adolf Hitler offiziell den Auftrag, die Hohe Schule der NSDAP als nationalsozialistische Eliteuniversität zu errichten. In dem „Führererlass“ heißt es: „Die ‚Hohe Schule‘ soll einst die zentrale Stelle der nationalsozialistischen Forschung, Lehre und Erziehung werden.“
Auf Chieminger Gemeindegebiet sollte zwischen Schützing und Arlaching eine zentrale Hohe Schule entstehen. Die vom NS-Architekten Hermann Giesler entworfene Anlage sollte sich in Nord-Süd-Ausrichtung etwa 1,7 Kilometer entlang des Chiemseeufers erstrecken. Realisiert wurde der Monumentalbau nie. Wegen des Krieges wurde das Bauvorhaben bis auf Weiteres aufgeschoben, nicht jedoch einzelne Vorbereitungsarbeiten. Hitler ordnete an, dass Rosenberg „diese Vorbereitungsarbeiten durch Errichtung der Bibliothek weiterführen solle.“
Zu diesem Zweck unternahm der Einsatzstab Reichsleiter Rosenberg einen systematischen Bücherraub in überwiegend jüdischen Bibliotheken in Paris, Brüssel, Amsterdam, Prag oder Wien. Rosenberg ließ beispielsweise in den besetzten Gebieten der Niederlande, Belgiens, Luxemburgs und Frankreichs ab 1940 Staatsbibliotheken, Archive sowie Kanzleien von Logen und hohen Kirchenbehörden nach Material durchsuchen; zu den notwendigen Nachforschungen sollte auf Geheiß Adolf Hitlers auch die Geheime Staatspolizei beitragen. In einem „Führererlass“ vom 1. März 1942 erhielt Rosenberg eine entsprechende Vollmacht auch für die besetzten Ostgebiete, denn die „Juden, Freimaurer und die mit ihnen verbündeten weltanschaulichen Gegner des Nationalsozialismus“ seien die Urheber des gegen das Reich gerichteten Krieges und die „planmäßige geistige Bekämpfung dieser Mächte“ sei eine kriegsnotwendige Aufgabe.
Geplant wurden mindestens elf Institute beziehungsweise Außenstellen, die mehr oder weniger weit gediehen sind. So unter anderem: Institut für Indogermanische Geistesgeschichte (München), Institut für Biologie und Rassenlehre (Stuttgart), Institut für Religionswissenschaften (Halle), Institut für germanische Forschung (Kiel), Institut für weltanschauliche Kolonialforschung (Hamburg), Institut für deutsche Volkskunde (Münster und Graz), Institut für Ostforschung (Prag), Institut für Keltenforschung (Römhild) und Institut zur Erforschung von Germanismus und Gallikanismus (Straßburg). Als erste Einrichtung dieser Parteihochschule wurde am 26. März 1941 indessen in Frankfurt am Main das Institut zur Erforschung der Judenfrage eröffnet. Am 12. August 1942 wurde Alfred Baeumler als Dienststellenleiter der Hohen Schule eingesetzt und Kurt Wagner als sein Vertreter benannt.
Im Oktober 1942 übersiedelte die Zentralbibliothek der Hohen Schule von Berlin nach Kärnten, wo Teile der Bibliothek im Schloss Tanzenberg untergebracht wurden. Gegen Kriegsende wurde die gesamte Hohe Schule in diesem ehemaligen Olivetaner-Kloster untergebracht.

## Dokumente
- Kurt Wagner: Idee und Aufgabe der Hohen Schule. Sommer 1942 (PDF; 41 kB)
- Alfred Rosenberg: Denkschrift über die ersten Vorbereitungsarbeiten für die Hohe Schule. (16. Mai 1938) (PDF; 66 kB)
- Alfred Rosenberg: Denkschrift über die Aufgaben der Hohen Schule. Vom Beauftragten des Führers für die Überwachung der gesamten geistigen und weltanschaulichen Schulung und Erziehung der NSDAP. (1. September 1938) (PDF; 87 kB)
- Alfred Baeumler: Grundlinien des Aufbaus der Hohen Schule (PDF; 47 kB)